# 陈恢
陈恢，秦末汉初人物。
前207年六月，刘邦重重围住宛城。南阳郡守呂齮想自杀，他的舍人陈恢劝阻他：“想要寻死还早。”于是翻越城墙去见沛公刘邦，说：“我听说足下受楚怀王之约，先攻入咸阳在关中称王。如今足下滞留攻打宛城。宛城是大郡之都，连城数十座，人民众，积蓄多，城内吏民自认为投降必死，所以都登城坚守。现在足下整日停留在此攻城，士兵死伤必多。若足下率军撤离宛城，宛城守军又定要尾随追击。这样一来，足下前误了咸阳之约，后有强大的宛城夹击之患。为足下考虑，不如订约招降，加封南阳郡守，仍让他留守南阳，而率领其甲卒一道西进。这样，未降诸城，闻讯就会争先开城等候，到时足下就可通行无阻。”刘邦同意了，七月，南阳郡守举城投降，刘邦封他为殷侯；并封给陈恢享用一千户的赋税收入。